# Vie politique à Brignoles
 (juillet 2023).
La ville de Brignoles a longtemps été une ville votant à gauche.  Néanmoins l'évolution de la vie politique brignolaise, surtout depuis le début du XXIe siècle, est pour le moins contrastée.[réf. nécessaire]

## Cinquième République jusqu'en 2000

### Référendum du 8 janvier 1961 sur l'autodétermination en Algérie (1erréférendum)[1]
- Inscrits : 3 932
- Votants : 3 105
- Suffrages exprimés : 2 988
- OUI : 2 146
- NON : 842

### Référendum du 8 avril 1962 concernant la ratification des Accords d'Evian (2nd référendum)[2]
- Inscrits : 4 002
- Votants : 3 046
- Suffrages exprimés : 2 884
- OUI : 2 484
- NON : 400

### Référendum du 28 octobre 1962 concernant l'élection au suffrage universel du président de la République[3]
- Inscrits : 4 028
- Votants : 3 033
- Suffrages exprimés : 2 927
- OUI : 1 426 voix
- NON : 1 501 voix

Élections législatives de 1962 
- 1er tour (18 novembre 1962) dans la 1re circonscription du Var
  - Inscrits à Brignoles : 4 029 (total circonscription : 64 447 inscrits)
  - Votants : 2 667 (total circonscription : 44 661 votants)
  - Suffrages exprimés : 2 545 (total circonscription : 43 348 exprimés)
  - Bartolini (PCF) : 668 voix (total circonscription : 12 112 voix)
  - Gaudin (SFIO) : 437 voix (total circonscription : 12 069 voix)
  - Bonnet (UNR) : 523 voix (total circonscription : 9 656 voix)
  - Travers (RI) : 82 voix (total circonscription : 1 949 voix)
  - German (CNI) : 835 voix (total circonscription : 7 562 voix)

- 2d tour (25 novembre 1962) dans la 1re circonscription du Var
  - Inscrits à Brignoles : 4 029 (total circonscription : 63 991)
  - Votants : 2 847 (total circonscription : 46 807)
  - Suffrages exprimés : 2 706 voix (total circonscription : 45 007)
  - Bartolini (PCF) : 219 voix (total circonscription : 3 204)
  - Gaudin (SFIO) : 1 274 voix (total circonscription : 25 398)
  - Bonnet (UNR) : 1 213 voix (total circonscription : 16 405)

### Référendum du 27 avril 1969 sur la réforme du Sénat et la régionalisation[5]
- Inscrits : 4 924
- Votants : 3 845
- Suffrages exprimés : 3 724
- OUI : 1 654
- NON : 2 070

### Élection présidentielle de 1969
- 1er tour (1er juin 1969) [6] :
  - Inscrits : 4 951
  - Votants : 3 725
  - Suffrages exprimés : 3 651
  - G. Pompidou : 1 450 voix
  - A. Poher : 839 voix
  - J. Duclos : 891 voix
  - G. Defferre : 230 voix

- 2e tour (8 juin 1969) [7] :
  - Inscrits : 4 951
  - Votants : 3 437 sur 7 bureaux de vote
  - Suffrages exprimés : 3 138
  - G. Pompidou : 1 705 voix
  - A. Poher : 1 433 voix

### Élections législatives de 1973
- 1er tour (4 mars 1973) [8] :
  - Inscrits : 5 182
  - Votants : 4 183
  - Suffrages exprimés : 4 083
  - G. Guigou (PCF): 1 076 voix
  - G. Boisgibault (PSU) : 69 voix
  - P. Gaudin (PS) : 928 voix
  - A. Caufment (URP/UDR) : 1 291 voix
  - Y. Michel (R. I.) : 313 voix
  - M. Couillot (mouvement réformateur) : 406 voix

- 2e tour (11 mars 1973) [9] : 
  - Inscrits : 5 182
  - Votants : 4 137
  - Suffrages exprimés : 3 946
  - P. Gaudin : 2 206 voix
  - Y. Michel : 1 741 voix

### Élection cantonale du canton de Brignoles en 1985[10]
- 1er tour (10 mars 1985) :
  - Inscrits : 6 669
  - Votants : 4 821
  - Suffrages exprimés : 4 683
  - Berti: 813
  - Cestor (UDF) : 2 513
  - Rioli : 548
  - Gilardo : 715
  - Castaing : 94

- 2e tour (17 mars 1985) :
  - Inscrits : 6 669
  - Votants : 4 760
  - Suffrages exprimés : 4 642
  - Cestor (UDF) : 2 855
  - Gilardo : 1 142
  - Berti : 645

NB : Cestor est élu conseiller général, ayant obtenu dans le canton 4 328 voix sur 7 873 suffrages exprimés.

### Élections législatives à un seul tour du 16 mars 1986[11]
- Inscrits : 6 964
- Votants : 5 610
- Suffrages exprimés : 5 399

- Liste Santucci (parti des travailleurs): 25 voix
- Liste De March (PCF) : 609 voix
- Liste Goux (PS) : 1 223 voix
- Liste Léotard (UDF) : 2 043 voix
- Liste Couve (RPR) : 456 voix
- Liste Niccoletti (sans étiquette) : 72 voix
- Liste Piat (FN) : 927 voix
- Liste Mamy (PFN) : 44 voix

### Élections régionales du 16 mars 1986[12]
- Inscrits : 6 964
- Votants : 5 592
- Suffrages exprimés : 5 398

- Liste Pizzole (Les Verts): 123 voix
- Liste Cèze (PCF) : 650 voix
- Liste Dieux (PS) : 1 136 voix
- Liste Léotard (UDF) : 2 129 voix
- Liste Laurin (RPR) : 342 voix
- Liste Niccoletti (sans étiquette) : 81 voix
- Liste Piat (FN) : 890 voix
- Liste Mamy (PFN) : 47 voix

## Cinquième République depuis 2000

### Élection présidentielle de 2002
Le 21 avril 2002 est inédit dans la vie politique française, puisqu'un représentant d'un parti classé à l'extrême droite de l'échiquier politique a réussi à se qualifier pour le second tour d'une élection présidentielle. Jacques Chirac est réélu président de la république avec le plus fort score depuis la création de la Cinquième République : 82,21 % ; Jean-Marie Le Pen obtient 17,79 % des suffrages exprimés.
 À Brignoles, Jean-Marie Le Pen arrive en tête au premier tour avec 27,53 %, suivi de Jacques Chirac avec 19,14 %. Viennent ensuite Lionel Jospin avec 11,18 %, Jean-Pierre Chevènement avec 5,57 %, puis François Bayrou avec 5,45 %, aucun autre candidat ne dépassant le seuil des 5 %. Au second tour, les électeurs ont voté à 68,7 % pour Jacques Chirac contre 31,3 % pour Jean-Marie Le Pen avec un taux d’abstention de 20,97 %, résultat inférieur aux tendances nationales.
|                                           | Parti        | Nom                     | Premier tour | Premier tour | Premier tour | Second tour | Second tour | Second tour |
| Voix                                      | Parti        | Nom                     | %            | %            | Voix         | %           | %           |             |
| Voix                                      | Parti        | Nom                     | Exprimés     | Inscrits     | Voix         | Exprimés    | Inscrits    |             |
| ----------------------------------------- | ------------ | ----------------------- | ------------ | ------------ | ------------ | ----------- | ----------- | ----------- |
|                                           | FN           | Jean-Marie Le Pen       | 1 542        | 27,53 %      | 18,89 %      | 1 911       | 31,3 %      | 23,42       |
|                                           | UMP          | Jacques Chirac          | 1 072        | 19,14 %      | 13,14 %      | 4 194       | 68,7 %      | 51,39       |
|                                           | PS           | Lionel Jospin           | 626          | 11,18 %      | 7,67 %       |             |             |             |
|                                           | MRC          | Jean-Pierre Chevènement | 312          | 5,57 %       | 3,82 %       |             |             |             |
|                                           | MoDem        | François Bayrou         | 305          | 5,45 %       | 3,74 %       |             |             |             |
|                                           | Les Verts    | Noël Mamère             | 249          | 4,45 %       | 3,4 %        |             |             |             |
|                                           | PCF          | Robert Hue              | 238          | 4,25 %       | 2,92 %       |             |             |             |
|                                           | CPNT         | Jean Saint-Josse        | 235          | 4,2 %        | 2,88 %       |             |             |             |
|                                           | LO           | Arlette Laguiller       | 227          | 4,05 %       | 2,78 %       |             |             |             |
|                                           | DL           | Alain Madelin           | 207          | 3,7 %        | 2,54 %       |             |             |             |
|                                           | MNR          | Bruno Mégret            | 196          | 3,5 %        | 2,40 %       |             |             |             |
|                                           | LCR          | Olivier Besancenot      | 159          | 2,84 %       | 1,95 %       |             |             |             |
|                                           | PRG          | Christiane Taubira      | 80           | 1,43 %       | 0,98 %       |             |             |             |
|                                           | Cap21        | Corinne Lepage          | 76           | 1,36 %       | 0,93 %       |             |             |             |
|                                           | FRS          | Christine Boutin        | 66           | 1,18 %       | 0,81 %       |             |             |             |
|                                           | PT           | Daniel Gluckstein       | 11           | 0,2 %        | 0,13 %       |             |             |             |
|                                           |              | Total exprimés          | 5 601        | -            | 68,63 %      | 6 105       | -           | 74,81 %     |
| Total votants : exprimés + blancs ou nuls | 5 769 (168)  | -                       | 70,69 %      | 6 450 (345)  | -            | 79,03 %     |             |             |
| Total inscrits : votants + abstentions    | 8 161 (2392) | -                       | 100 %        | 8 161 (1711) | -            | 100 %       |             |             |

### Élections législatives de juin 2002 (9 et 16 juin 2002)
Les élections législatives de 2002 des députés de la XIIe législature ont lieu les 9 et 16 juin 2002, dans la foulée de l'élection présidentielle de 2002 qui a vu la réélection de Jacques Chirac. La droite parlementaire sort largement vainqueur de ces élections, marquées par un nouveau record d'abstention (39%). Les députés sont élus au scrutin uninominal majoritaire à deux tours dans 577 circonscriptions, le département du Var en comportant sept. La commune de Brignoles est sur le territoire de la 6e circonscription qui voit la victoire de Josette Pons (Union pour la Majorité présidentielle, élue au 2e tour avec 46,41 % des suffrages exprimés). Les résultats au niveau de la commune sont les suivants :
- 6e circonscription : 46,46 % pour Josette Pons (FN), 22,41 % pour Helene Tudury (Union pour la Majorité présidentielle, élue au 2e tour avec 46,41 % des suffrages exprimés), 58,18 % de participation[16].

### Élections régionales de 2004 (21 et 28 mars 2004)
Les élections régionales de 2004 ont lieu les 21 et 28 mars.Les résultats pour la commune sont les suivants :
|  | Tendance                         | Tête de liste   | Liste | Commune | Région  | Sièges |
|  | -------------------------------- | --------------- | --- | ------- | ------- | ------ |
|  | UMP - UDF - Cap21                | Renaud Muselier | Choisissons la carte de l'avenir                                                                          | 32,09 % | 33,82 % | 31     |
|  | PS - PCF - Les Verts - PRG - MRC | Michel Vauzelle | Gauche unie et Écologistes                                                                                | 41,95 % | 45,17 % | 73     |
|  | FN                               | Guy Macary      | Liste Front national pour la Provence, les Alpes et la Côte d'Azur, liste présentée par Jean-Marie Le Pen | 25,96 % | 21 %    | 19     |

### Élections cantonales de mars 2004
Les élections cantonales de 2004 ont lieu les 21 et 28 mars 2004. Claude Gilardo (PCF) est élu conseiller général au 2e tour avec 44,4 % des suffrages exprimés sur le canton et 43,45 % des voix sur la commune. Il devance Jean-Pierre Guercin (UMP) qui obtient 33,14 % sur la commune et 30,59 % sur le canton. Le taux de participation est de 65,58 % sur la commune et de 65,92 % sur le canton.

### Référendum du 29.05.2005 sur le Traité établissant une Constitution pour l'Europe
Le référendum français sur le traité établissant une Constitution pour l'Europe a eu lieu le 29 mai 2005. À la question « Approuvez-vous le projet de loi qui autorise la ratification du traité établissant une Constitution pour l'Europe ? », le « non » recueille 54,68 % des suffrages exprimés. Ce troisième référendum français sur un traité européen (après ceux de 1972 et 1992) est le premier à être rejeté. Localement les électeurs de la commune votent à 37,65 % pour le "oui" et à 62,35 % pour le "non".
| Année | Oui (national)    | Oui (national)    | Oui (national)    | Non (national)    | Non (national)    | Non (national)    | Participation |
| ----- | ----------------- | ----------------- | ----------------- | ----------------- | ----------------- | ----------------- | ------------- |
| 2005  | 37,65 % (45,33 %) | 37,65 % (45,33 %) | 37,65 % (45,33 %) | 62,35 % (54,67 %) | 62,35 % (54,67 %) | 62,35 % (54,67 %) | 65,42 %       |

### Élection présidentielle de 2007
Le premier tour de l'élection présidentielle de 2007 a été marqué par une participation exceptionnelle avec un score de 83,97 % des inscrits. Ce taux est comparable à celui du premier tour de l'élection présidentielle de 1965 qui était de 84,7 % et celle de 1974 qui était de 84,2 %. Nicolas Sarkozy (31,18 %) et Ségolène Royal (25,87 %) arrivent en tête pour le premier tour de l'élection devant François Bayrou (18,57 %) et Jean-Marie Le Pen (10,44 %). Au second tour, Nicolas Sarkozy est élu Président de la République française, avec 53,06 % des suffrages, contre Ségolène Royal avec 46,94 %. 
À Brignoles Nicolas Sarkozy  est arrivé en tête au premier tour avec 37,1 %, suivi de  Ségolène Royal  avec 19,7 %,  François Bayrou  avec 14,88 % et enfin  Jean-Marie Le Pen  avec 14,8 %, aucun autre candidat ne dépassant le seuil des 5 %. Au second tour, les électeurs ont voté à 62,37 % pour Nicolas Sarkozy contre 37,63 % pour Ségolène Royal avec un taux d’abstention de 17,54 %.
|                                           | Parti          | Nom                  | Premier tour | Premier tour | Premier tour | Second tour | Second tour | Second tour |
| Voix                                      | Parti          | Nom                  | %            | %            | Voix         | %           | %           |             |
| Voix                                      | Parti          | Nom                  | Exprimés     | Inscrits     | Voix         | Exprimés    | Inscrits    |             |
| ----------------------------------------- | -------------- | -------------------- | ------------ | ------------ | ------------ | ----------- | ----------- | ----------- |
|                                           | UMP            | Nicolas Sarkozy      | 2 955        | 37,1 %       | 29,91 %      | 4 894       | 62,37 %     | 49,5        |
|                                           | PS             | Ségolène Royal       | 1 569        | 19,7 %       | 19,23 %      | 2 953       | 37,63 %     | 29,87       |
|                                           | MoDem          | François Bayrou      | 1185         | 14,88 %      | 14,52 %      |             |             |             |
|                                           | FN             | Jean-Marie Le Pen    | 1179         | 14,8 %       | 14,44 %      |             |             |             |
|                                           | LCR            | Olivier Besancenot   | 270          | 3,39 %       | 3,31 %       |             |             |             |
|                                           | PCF            | Marie-George Buffet  | 187          | 2,35 %       | 2,29 %       |             |             |             |
|                                           | MPF            | Philippe de Villiers | 177          | 2,22 %       | 2,17 %       |             |             |             |
|                                           | Les Verts      | Dominique Voynet     | 116          | 1,46 %       | 1,42 %       |             |             |             |
|                                           | LO             | Arlette Laguiller    | 104          | 1,31 %       | 1,27 %       |             |             |             |
|                                           | Sans étiquette | José Bové            | 95           | 1,19 %       | 1,16 %       |             |             |             |
|                                           | CPNT           | Frédéric Nihous      | 89           | 1,12 %       | 1,9 %        |             |             |             |
|                                           | PT             | Gérard Schivardi     | 39           | 0,49 %       | 0,48 %       |             |             |             |
|                                           |                | Total exprimés       | 7 965        | -            | 80,62 %      | 7 847       | -           | 79,37 %     |
| Total votants : exprimés + blancs ou nuls | 8 072 (107)    | -                    | 81,7 %       | 8 152 (305)  | -            | 82,46 %     |             |             |
| Total inscrits : votants + abstentions    | 9 880 (1808)   | -                    | 100 %        | 9 886 (1734) | -            | 100 %       |             |             |

### Élections législatives de juin 2007
Les élections législatives de 2007 se déroulent sur deux tours de scrutin les 10 et 17 juin. Le découpage électoral est le même que celui des élections de 2002. Sans surprise, la majorité sortante UMP est reconduite, quelques semaines après l'élection de Nicolas Sarkozy à la présidence de la République, avec toutefois un nombre de sièges réduit par rapport aux précédentes élections. Dans la 6e circonscription du département du Var, dont dépend la commune de Brignoles, le député sortant, Josette Pons, est réélu au 1er tour avec 52,03 % des suffrages. Les résultats pour la commune sont les suivants :
- 6e circonscription : 52,39 % pour Josette Pons (UMP, élue au 1er tour avec 52,03 % des suffrages exprimés[31]), 18,3 % pour Michaël Latz (PS), 39,47 % de participation[32].

### Élections municipales des 9-16 mars 2008
Les élections municipales de 2008 ont lieu le 9 et le 16 mars 2008. Pour la commune de Brignoles, les conseillers municipaux sont élus selon le mode de scrutin de liste à deux tours avec représentation proportionnelle. 33 sièges sont à pourvoir. 6 listes sont déposées. À l'issue des élections qui se déroulent en deux tours et dont les résultats figurent ci-après,, Claude Gilardo (PCF) est élu maire.
|                                           | Nuance                                    | Tête de liste                             | Liste                                     | Premier tour  | Premier tour | Premier tour | Second tour   | Second tour | Second tour | Sièges |
| Voix                                      | Nuance                                    | Tête de liste                             | Liste                                     | %             | %            | Voix         | %             | %           |             | Sièges |
| Voix                                      | Nuance                                    | Tête de liste                             | Liste                                     | Exprimés      | Inscrits     | Voix         | Exprimés      | Inscrits    |             | Sièges |
| ----------------------------------------- | ----------------------------------------- | ----------------------------------------- | ----------------------------------------- | ------------- | ------------ | ------------ | ------------- | ----------- | ----------- | ------ |
|                                           | DVG                                       | Claude Gilardo                            | Ensemble pour Brignoles                   | 1 993         | 32,89 %      | 19,81 %      | 3004          | 47,43 %     | 29,86 %     | 25     |
|                                           | Majorité présidentielle                   | Jean-Michel Rousseaux                     | Brignoles Passionnement                   | 1 807         | 29,82 %      | 17,96 %      | 2690          | 42,48 %     | 26,74 %     | 7      |
|                                           | Liste gauche-centristes                   | Guillaume Novellas                        | Brignoles Demain                          | 687           | 11,34 %      | 6,83 %       | 639           | 10,09 %     | 6,35 %      | 1      |
|                                           | LMC (Liste majorité-centristes)           | Yves Pelletier                            | Fiers d'être Brignolais                   | 605           | 9,98 %       | 6,01 %       |               |             |             |        |
|                                           | DVD                                       | Estelle Lemoine                           | Voir vouloir Brignoles                    | 556           | 9,17 %       | 5,53 %       |               |             |             |        |
|                                           | Autres                                    | Jean-Daniel Paul                          | Brignoles Autrement                       | 412           | 6,8 %        | 4,1 %        |               |             |             |        |
| Total exprimés                            | Total exprimés                            | Total exprimés                            | Total exprimés                            | 6 060         | 100 %        | 60,24 %      | 6 333         | 100 %       | 62,95 %     |        |
| Total votants : exprimés + blancs ou nuls | Total votants : exprimés + blancs ou nuls | Total votants : exprimés + blancs ou nuls | Total votants : exprimés + blancs ou nuls | 6 288 (228)   | -            | 62,5 %       | 6 557 (224)   | -           | 65,18 %     |        |
| Total inscrits : votants + abstentions    | Total inscrits : votants + abstentions    | Total inscrits : votants + abstentions    | Total inscrits : votants + abstentions    | 10 060 (3772) | -            | 100 %        | 10 060 (3503) | -           | 100 %       |        |

### Élections régionales des 14-21 mars 2010
Les élections régionales de 2010 ont lieu les 14 et 21 mars. Les résultats pour la commune sont les suivants :
|  | Tendance                | Tête de liste     | Liste                                                             | Commune | Région  | Sièges |
|  | ----------------------- | ----------------- | ----------------------------------------------------------------- | ------- | ------- | ------ |
|  | Union de la gauche      | Michel Vauzelle   | Michel Vauzelle, notre région rassemblée, solidaire et écologique | 39,63 % | 44,11 % | 72     |
|  | Majorité présidentielle | Thierry Mariani   | La France change, ma région doit changer aussi                    | 34,36 % | 33,02 % | 30     |
|  | FN                      | Jean-Marie Le Pen | Liste Front national                                              | 26,01 % | 22,87 % | 21     |

### Élections cantonales de 2011
Les élections cantonales de 2011 ont lieu les 20 et 27 mars 2011. 
Jean-Paul Dispard (Front national) est élu conseiller général au 2e tour avec 50,03 % des suffrages exprimés sur le canton et 50,4 % des voix sur la commune. Il devance Claude Gilardo (Parti communiste français) qui obtient 49,6 % sur la commune et 49,97 % sur le canton. Le taux de participation est de 49,61 % sur la commune et de 44,48 % sur le canton. Cette élection fait l'objet de nombreux commentaires sur le plan national, car le candidat de l'UMP, arrivé 3e, est éliminé dès le premier tour, à la suite duquel on voit s'opposer le candidat PCF face au candidat FN, ce dernier étant élu à 5 voix près dans le canton. Saisie d'un recours, la juridiction administrative annule le scrutin à l'automne 2011.
- Premier tour (20.03.2011) :

- Second tour (27.03.2011)[44] :

- Inscrits : 10 462
- Votants : 5 190
- Suffrages exprimés : 4 778
- Claude Gilardo (PCF) : 2370 (49,60 % des voix)
- Jean-Paul Dispard (FN) : 2408 (50,40 % des voix)

Dans la totalité du canton, C. Gilardo obtient 4 402 voix et J.P. Dispard obtient 4 407 voix.
C. Gilardo obtient les meilleurs résultats au bureau n°1 / Hall expo I de Brignoles (248 voix sur 381 suffrages exprimés soit 65,09 %) et à Vins-sur-Caramy (194 voix sur 326 suffrages exprimés, soit 59,51 %). J.P. Dispard obtient les meilleurs résultats au bureau n°11 / CLSH Latour de Brignoles (214 voix sur 355 suffrages exprimés soit 60,28 %) et à La Celle (243 voix sur 428 suffrages exprimés, soit 56,78 %).
- Annulation du scrutin par la juridiction administrative[45],[46]

Le 6 octobre 2011, le tribunal administratif de Toulon examine le recours déposé par Jean-Claude Gilardo en annulation du scrutin. En effet, 27 voix, dont une bonne partie faites par procuration, étaient contestées dans la commune de La Celle : ces procurations étaient arguées de faux car elles étaient sans tampon de la gendarmerie et les noms des mandants n'y figuraient pas. De plus, certaines signatures étaient illisibles. Enfin une urne contenait plus de bulletins que de signatures sur le rôle d'émargement.
Le tribunal administratif, par jugement du lundi 17 octobre 2011, prononce l'annulation de l'élection de Jean-Paul Dispard dans le canton de Brignoles, suivant en cela les recommandations du rapporteur public qui avait requis une telle annulation.

### Élections cantonales de 2012
Une nouvelle élection partielle est organisée les 24 juin et 1er juillet 2012. Le maire communiste de Brignoles, Claude Gilardo, remporte le scrutin par 13 voix d'avance face au candidat FN, Jean-Paul Dispard. 
Le 21 décembre 2012, le tribunal administratif de Toulon annule cette élection.

### Élection présidentielle de 2012
Le premier tour de l'élection présidentielle de 2012 voit s'affronter dix candidats. François Hollande, candidat du Parti socialiste, et Nicolas Sarkozy, président sortant et candidat de l'UMP, se qualifient pour le second tour, avec respectivement 28,63 % et 27,18 % des suffrages exprimés. Parmi les candidats éliminés, Marine Le Pen (17,90 %), Jean-Luc Mélenchon (11,10 %) et François Bayrou (9,13 %) obtiennent des scores significatifs. À l'issue du second tour, deux semaines plus tard, François Hollande est élu président de la République avec 51,64 % des suffrages exprimés, contre 48,36 % à son adversaire.
À Brignoles, Nicolas Sarkozy arrive en tête du premier tour avec 29,62 %, suivi de Marine Le Pen avec 28,75 % et enfin de François Hollande avec 21,87 %. Viennent ensuite Jean-Luc Mélenchon avec 9,74 %, puis François Bayrou avec 5,65 %, aucun autre candidat ne dépassant le seuil des 5 %. Au second tour, les électeurs ont voté à 41,9 % pour François Hollande contre 58,1 % pour Nicolas Sarkozy avec un taux d’abstention de 10,95 %.
|                                           | Parti         | Nom                   | Premier tour | Premier tour  | Premier tour | Second tour | Second tour | Second tour |
| Voix                                      | Parti         | Nom                   | %            | %             | Voix         | %           | %           |             |
| Voix                                      | Parti         | Nom                   | Exprimés     | Inscrits      | Voix         | Exprimés    | Inscrits    |             |
| ----------------------------------------- | ------------- | --------------------- | ------------ | ------------- | ------------ | ----------- | ----------- | ----------- |
|                                           | UMP-NC        | Nicolas Sarkozy       | 2 519        | 29,62 %       | 22,91 %      | 4 754       | 58,1 %      | 43,22       |
|                                           | FN            | Marine Le Pen         | 2 445        | 28,75 %       | 22,23 %      |             |             |             |
|                                           | PS-PRG        | François Hollande     | 1860         | 21,87 %       | 16,91 %      | 3 428       | 41,9 %      | 31,16       |
|                                           | FG-PCF        | Jean-Luc Mélenchon    | 828          | 9,74 %        | 7,53 %       |             |             |             |
|                                           | MoDem         | François Bayrou       | 480          | 5,65 %        | 4,36 %       |             |             |             |
|                                           | EELV          | Eva Joly              | 142          | 1,67 %        | 1,29 %       |             |             |             |
|                                           | DLR           | Nicolas Dupont-Aignan | 110          | 1,29 %        | 1,0 %        |             |             |             |
|                                           | NPA           | Philippe Poutou       | 72           | 0,85 %        | 0,65 %       |             |             |             |
|                                           | LO            | Nathalie Arthaud      | 28           | 0,33 %        | 0,25 %       |             |             |             |
|                                           | SP            | Jacques Cheminade     | 19           | 0,22 %        | 0,17 %       |             |             |             |
|                                           |               | Total exprimés        | 8 503        | -             | 77,32 %      | 8 182       | -           | 74,38 %     |
| Total votants : exprimés + blancs ou nuls | 8 633 (130)   | -                     | 78,5 %       | 8 696 (514)   | -            | 79,05 %     |             |             |
| Total inscrits : votants + abstentions    | 10 997 (2364) | -                     | 100 %        | 11 000 (2304) | -            | 100 %       |             |             |

### Élections législatives de juin 2012
Les élections législatives de 2012 se déroulent sur deux tours de scrutin les 10 et 17 juin, dans la continuité de l'élection présidentielle qui s'est tenue les 22 avril et 6 mai 2012, selon un mode de scrutin uninominal majoritaire à deux tours. Un redécoupage des circonscriptions législatives est réalisé en 2010 pour tenir compte de l'évolution de la démographie française et pour répondre à une demande du Conseil constitutionnel. Le nombre total de députés, 577, désormais inscrit dans la Constitution depuis la réforme de la constitution française de juillet 2008, reste inchangé, mais certains départements voient le nombre de circonscriptions et leur composition modifiés. Le département du Var voit ainsi leur nombre passer de 7 à 8.
La commune n'est pas concernée par le redécoupage et reste rattachée à la 6e circonscription.
- 6e circonscription : 60,15 % pour Josette Pons (UMP, élue au 2e tour avec 60,67 % des suffrages exprimés sur la circonscription[51]), 39,85 % pour Armelle de Pierrefeu (FN), 48,72 % de participation[52]

### Élection cantonale partielle d'octobre 2013
À la suite des annulations des élections cantonales de 2011 et 2012, des élections cantonales partielles sont organisées pour le canton de Brignoles les 6 et 13 octobre 2013. 
Le premier tour est marqué par une très faible participation (33 %). Laurent Lopez, candidat du Front national, arrive en tête avec 2 718 voix (40,4 % des suffrages exprimés) devant la candidate UMP Catherine Delzers avec 1 397 voix (20,8 % des suffrages exprimés). Les deux candidats de gauche, Laurent Carratala pour le PCF (981 voix soit 14,6 % des suffrages) et Magda Igyarto-Arnoult pour EE-LV (598 voix soit 8,9 % des suffrages) sont éliminés, alors que la gauche avait remporté de justesse ce canton en 2012. Jean-Paul Dispard, ancien candidat du FN qui avait remporté l'élection (ensuite annulée) en 2011, exclu et dissident du FN, a pour sa part obtenu 612 voix (soit 9,1 % des suffrages). L'extrême droite réunit ainsi au total plus de 49 % des voix lors de ce premier tour.
Le second tour est marqué lui aussi par un taux de participation faible, bien que supérieur à celui du premier tour (47,47 %). Laurent Lopez s'impose face à Catherine Delzers en réunissant 5 031 voix (soit 53,91 % des suffrages exprimés) tandis que son adversaire UMP obtient 4 301 voix (soit 46,09 % des suffrages). Les 2 926 inscrits supplémentaires qui se sont rendus aux urnes ont majoritairement été captés par Laurent Lopez.
La victoire du candidat FN, malgré le faible enjeu de l'élection et le petit nombre de votants fait l'objet de nombreux commentaires au niveau national, dans un contexte de montée du Front national dans les sondages, provoquant l'inquiétude des partis politiques « classiques » .